# Anne Bracegirdle

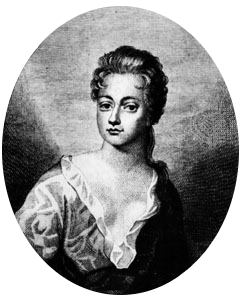
La actriz Anne Bracegirdle.

Anne Bracegirdle (c. 1671 – 12 de septiembre de 1748), fue una actriz inglesa.

## Biografía
Se sabe muy poco de los primeros años de la vida de la actriz. La fecha de su nacimiento no está clara debido a una serie de contradicciones en los datos sobre su vida. Fue bautizada en Northampton el 15 de noviembre de 1671 aunque en su tumba se indica que murió a los 85 años, lo que significa que nació en 1663. Se cree que creció como actriz al lado de Thomas y Mary Betterton y se especula que ella es la "jovencita" que aparece en diversas obras representadas por la Duke's Company antes de 1668. 
La primera vez que aparece su nombre es en 1688 en los libros de contabilidad de la United Company en los que figura como actriz de la compañía y se sabe que interpretó diversos papeles durante los años siguientes. Interpretó el papel de Sermenia en The Widow Ranter de Aphra Behn en 1689, un papel secundario como los que solía interpretar; en 1690 interpretó a Lady Anne en Ricardo III y a Desdemona de Othello, ambas de William Shakespeare. Pronto se convirtió en uno de los miembros destacados de la compañía y en una de las favoritas del público.
En 1692 mantuvo de forma simultánea relaciones con el capitán Richard Hill y con el actror Wiliam Mountfort lo que provocó una célebre tragedia. El celoso capitán y un grupo de hombres intentaron secuestrar a Anne y asesinar a Mountfort, su presunto amante, en plena calle. Hill consiguió escapar de la justicia aunque murió años más tarde de forma violenta.
En 1692, el talento de Bracegirdle para la comedia estaba plenamente desarrollado y William Congreve y otros autores escribieron papeles especiales para ella. A menudo representó junto a Elizabeth Barry un dúo trágico-cómico típico de las comedias de la Restauración.
El monopolio de la United Company desapareció en 1695 debido al conflicto que se produjo entre los actores y la dirección de la compañía. Los actores vetereanos, capitaneados por Betterton, Barry y Bracegirdle formaron su propia compañía. Anne representó el papel de Angélica en la obra que supuso el estreno de la nueva compañía, Love for Love de Congreve. La obra se convirtió en el gran éxito de los años 1690. Congreve escribió el papel de Angélica a medida para Anne; el autro volvió a escribir un papel especial para la actriz cinco años más tarde en la obra The Way of The World, el papel de Millamant se ha convertido en uno de los roles femeninos más famosos de la escena británica.
En contraste con Betterton y Barry, Bracegirdle abandonó pronto los escenarios, en 1706. Llevó una vida discreta y privada aunque los rumores unieron su nombre al de Congreve, quien le dejó su herencia al morir en 1729.